# Гърци в Русия
Гърците в Русия (на гръцки: Έλληνες της Ρωσίας, на руски: Греки в России) 
Гърците са присъствали в днешна Южна Русия от 6 век пр.н.е.  тези заселници се асимилираха в местното население.  По-голямата част от гръцките малцинства в съвременна Русия са потомци на средновековни гръцки бежанци, търговци и имигранти (включително фермери, миньори, войници и църковни служители/служители) от Византийската империя, Източна Тракия и понтийски гърци от Трапезундската империя и източните анадолци, които се заселват главно в Южна Русия и Южен Кавказ на различни вълни между 15 век и втората руско-турска война от 1828–29 г.  Както по време на геноцида на понтийските гърци, оцелелите избягаха в Горен Понт (в СССР).
са 43-та по численост етническа група в Русия. Според преброяването на населението през 2010 г. броят на хората, определили се за гърци, е 85 640 души, или 0,06% от населението на страната.
Според преброяването на населението през 2002 г. в Русия живеят 97 827 гърци, от които 70 736 (72,3% от тях) живеят в Южния федерален окръг (тогава включващ и територията на Севернокавказкия федерален окръг). Местата на най-голяма концентрация на гърци в съвременна Русия са в районите на Ставрополски (34 078) и Краснодарски край (30 540).
Според преброяването на населението през 2010 г. в Русия живеят 85 640 гърци, като представляват 15,3% от населението в Предгорни район и 5,4% в градски окръг Есентуки в Ставрополския край.

## Численост и дял
Численост и дял на гърците според преброяванията през годините:
| Преброяване | Численост | Дял (в %) |
| 1926        | 34 439    | 0,04      |
| 1939        | 65 705    | 0,06      |
| 1959        | 47 024    | 0,04      |
| 1970        | 57 847    | 0,04      |
| 1979        | 69 816    | 0,05      |
| 1989        | 91 699    | 0,06      |
| 2002        | 97 827    | 0,07      |
| 2010        | 85 640    | 0,06      |